# Polymorf II - Emocuc
Polymorf II - Emocuc (v anglickém originále Emohawk: Polymorph II) je čtvrtá epizoda šesté série (a celkově třicátá čtvrtá) britského sci-fi sitcomu Červený trpaslík. Poprvé byla odvysílána 28. října 1993 na kanálu BBC2.
V epizodě se opět objevuje tvor (GELF - geneticky upravená životní forma) polymorf. S jedním takovým tvorem se již posádka setkala ve třetím dílu třetí série „Polymorf“. Arnold Rimmer prodělá proměnu ve své alter ego Eso Rimmera, Kocour zase ve svou nepodařenou verzi jménem Duane Dibbley.

## Námět
Při útěku před policejní sondou posádka Kosmiku havaruje na GELFském měsíci. Všichni členové se vydají za místním kmenem Kinitawowi, potřebují směnit kyslíkovou jednotku. Za ni ale požadují GELFové Davida Listera jako ženicha pro náčelníkovu dceru Achachach Ach Achchach. Lister během svatební noci uprchne a rozzuřený náčelník za ním posílá polymorfa, který vysává ze svých obětí emoce.

## Děj
Rimmer vyhlásí cvičný poplach, jenž Lister s Kocourem bojkotují. Když se po více než hodině konečně všichni sejdou v kokpitu, začne Kosmik stíhat policejní sonda vesmírné flotily. Posádka Červeného trpaslíka je obviněna z rabování lodí flotily, za což jí hrozí trest smrti. Protože se nedočká žádné odpovědi, začne sonda střílet. Kosmik unikne do gelfské zóny (GELF je anglický akronym pro geneticky upravenou formu života), je však poničen a v plamenech. Posádka s ním proto přistane v jezeře na gelfském měsíci, čímž oheň uhasí. Generátor kyslíku je zničen a nelze jej opravit. Na Listerův návrh se všichni vydají za Gelfy, aby s nimi provedli výměnný obchod a získali tak nový generátor.
Gelfský náčelník výměnou za generátor požaduje Listera jako ženicha pro svou dceru Achachach Ach Achchach. Ta je velice ošklivá a vousatá. Dave se brání, nakonec je však nucen obětovat se pro dobro ostatních. Zakrátko se slaví svatba, Gelfové předají posádce generátor kyslíku a Listera si jeho manželka odnese na zádech do své chýše. Tam se jej pokusí přimět, aby se s ní pomiloval. Daveovi se podaří uniknout a dohoní ostatní na okraji vesnice. Gelfský náčelník za nimi vyšle emocuce, ochočeného polymorfa, schopného vysávat emoce z živých bytostí a měnit barvu i tvar.
Emocuc v podobě Daveovy čepice pronikne až na Kosmik, který okamžitě startuje. Zde vysaje z Kocoura veškerou eleganci a šarm a Rimmera připraví o jeho zahořklost, jedovatost a škarohlídství.
Cucá ze mě zahořklost, krade mi moje škarohlídství, vysává mi veškerou jedovatost!
Z Kocoura se tak stane Duane Dibbley (jeho alternativní já z epizody „Návrat do reality“) a z Rimmera charismatický Eso Rimmer.
Eso nechce riskovat Daveův život (Lister je poslední žijící člověk), proto jej s Krytonem uzavře ve strojovně, kde zrovna instalují nový generátor kyslíku. David však jeho plán nepřijímá, bazukoidem si probourá cestu ze strojovny a všichni se vydají za emocucem společně. Ten se změní v termosku, kterou zvedne Duane. Poté se změní v ruční granát. Eso Duanea vyzývá, aby jej odhodil, ten to nakonec učiní, ale je tak nešikovný, že granát dopadne přímo k jeho nohám. Aby ostatní ochránil, zalehne Eso granát svým tělem. Výbuch naštěstí neponičí jeho světelný zdroj. Emocuce poté Lister zasáhne sprškou dullinia, ten ztuhne.
Eso požádá, zda by mohl zůstat ve své nynější podobě dalších 24 hodin. Duane se svou novou identitou spokojený není, žádá o uvedení do původního stavu, než zase něco zkazí. Není daleko od pravdy, náhodou uvolní ventil kanystru, zasáhne ostatní dulliniem a ti na místě ztuhnou.